# 朱庇特 (佛罗里达州)
朱庇特（英語：Jupiter），是美国佛罗里达州下属的一座城镇。建立于1925年。面积约 为54.7平方公里（约合21.1平方英里）。根据2010年美国人口普查，该市有人口55,156人。论人口在本州排行第 45。

## 地理及氣候
據美國普查局資料顯示，朱庇特總面積為21.1平方英里（55平方），當中20.0平方英里（52平方）為陸地，1.1平方英里（2.8平方）是水體。
朱庇特擁有熱帶雨林氣候，全年大部分時間和暖至炎熱，甚少降霜。

## 圖片集

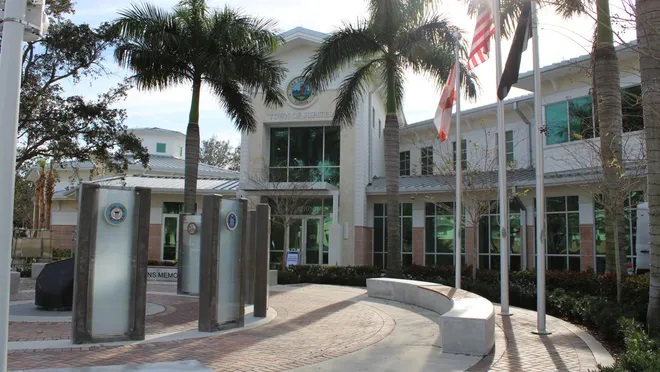
新朱庇特市政廳
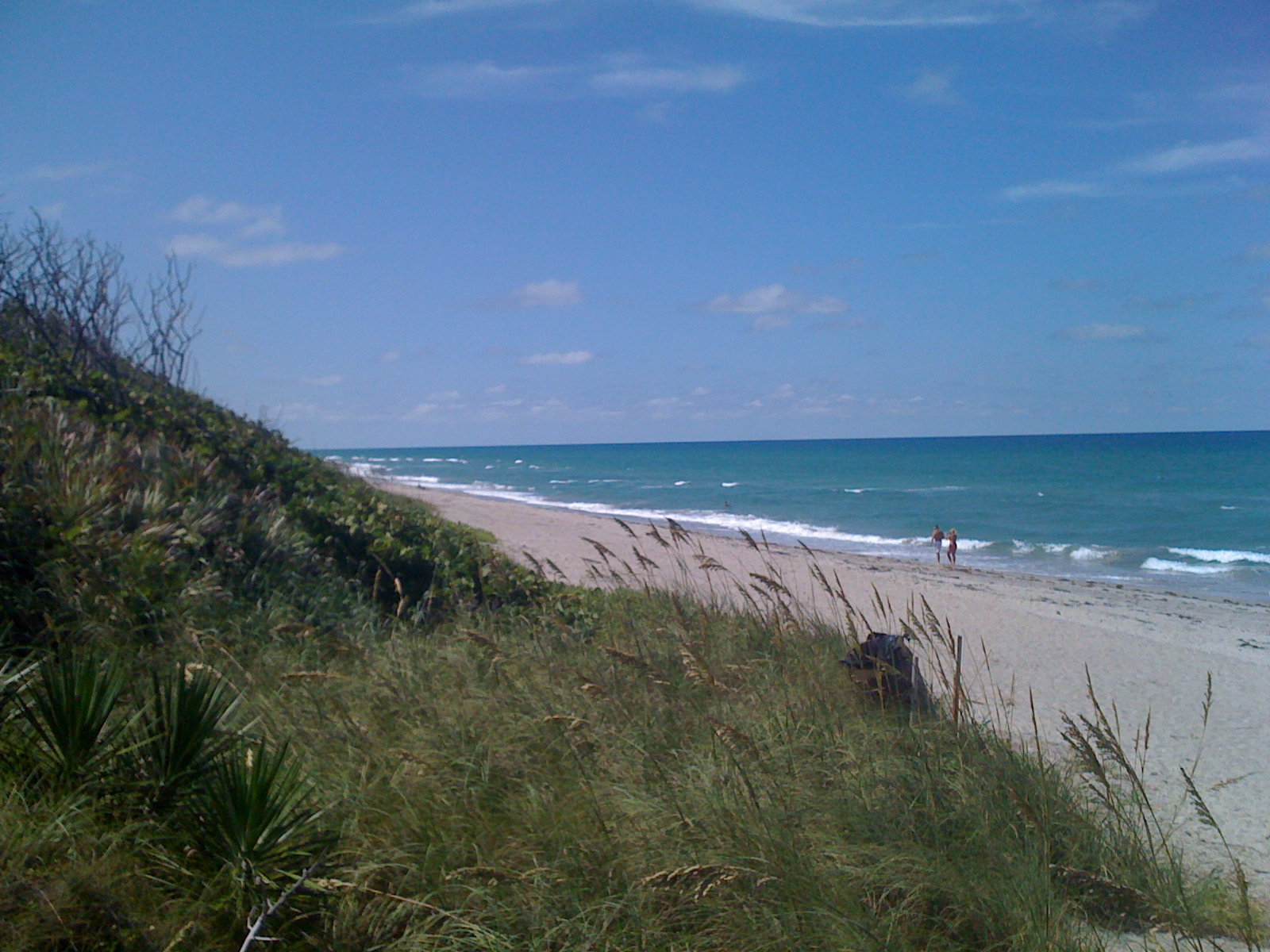
朱庇特的海灘
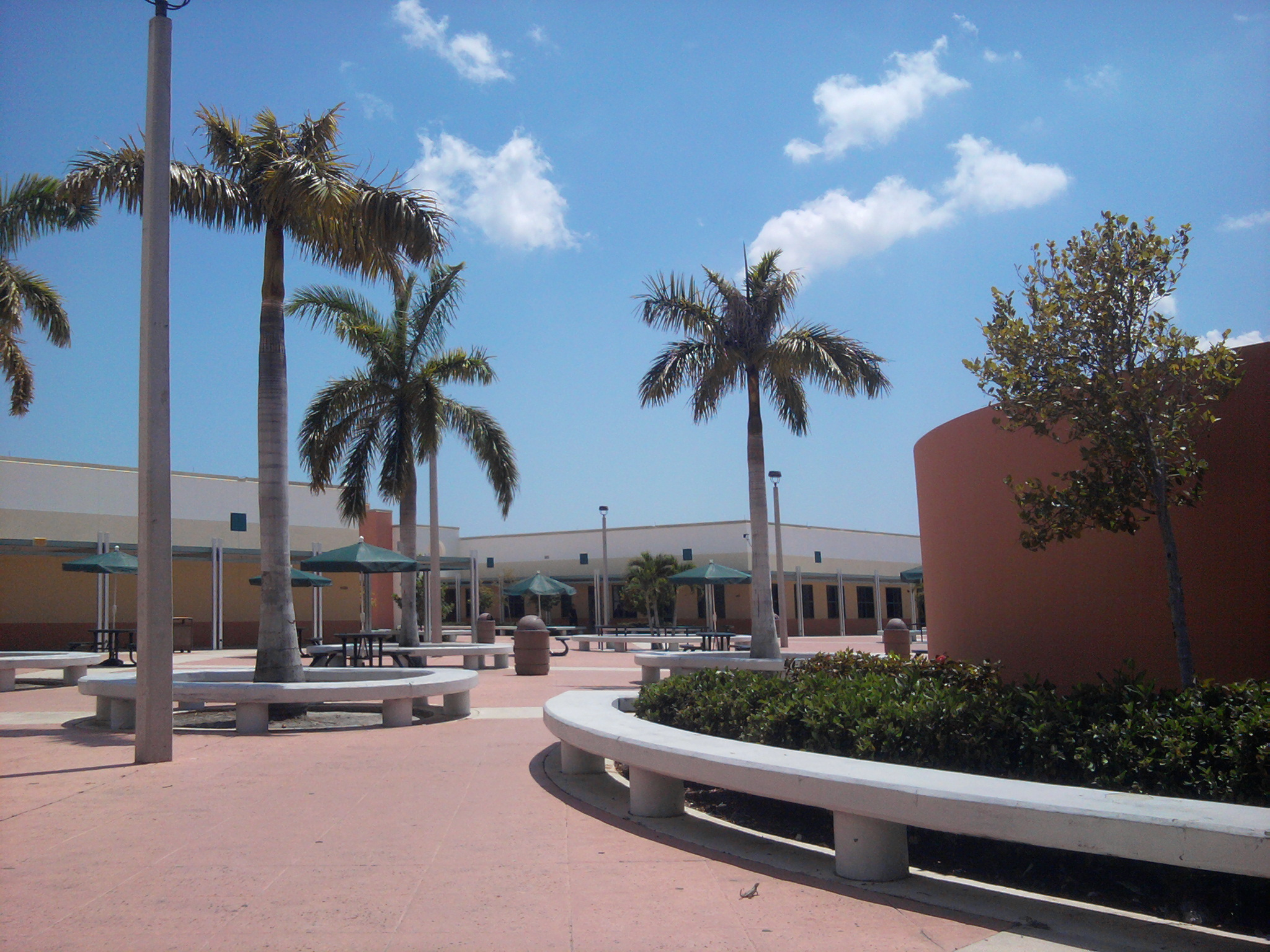
朱庇特社區高中